# Amathillopsis charlottae
Amathillopsis charlottae is een vlokreeftensoort uit de familie van de Amathillopsidae. De wetenschappelijke naam van de soort is voor het eerst geldig gepubliceerd in 1998 door Coleman.